# Central Ohio Film Critics Association Award per il miglior attore
Il Central Ohio Film Critics Association Award per il miglior attore (Best Actor) è un premio assegnato annualmente nel corso dei Central Ohio Film Critics Association Awards.
Nelle edizioni del 2004 e del 2005 il riconoscimento al miglior interprete maschile e alla migliore interprete femminile sono stati riuniti in un'unica categoria,
miglior performance da protagonista (Best Lead Performance).

## Vincitori e candidati
I vincitori sono indicati in grassetto.
- 2003
  - Daniel Day-Lewis - Gangs of New York (Gangs of New York)
  - Jack Nicholson - A proposito di Schmidt (About Schmidt)

- 2004
  - Sean Penn - Mystic River (Mystic River)
  - Bill Murray - Lost in Translation - L'amore tradotto (Lost in Translation)

- 2007
  - Leonardo DiCaprio - The Departed - Il bene e il male (The Departed)
  - Sacha Baron Cohen - Borat - Studio culturale sull'America a beneficio della gloriosa nazione del Kazakistan (Borat: Cultural Learnings of America for Make Benefit Glorious Nation of Kazakhstan)

- 2008
  - Daniel Day-Lewis - Il petroliere (There Will Be Blood)
  - Ryan Gosling - Lars e una ragazza tutta sua (Lars and the Real Girl)

- 2009
  - Mickey Rourke - The Wrestler (The Wrestler)
  - Sean Penn - Milk (Milk)

- 2010
  - George Clooney - Tra le nuvole
  - Jeff Bridges - Crazy Heart

- 2011
  - James Franco - 127 ore
  - Colin Firth - Il discorso del re
  - Jeff Bridges - Il Grinta
  - Jesse Eisenberg - The Social Network
  - Leonardo DiCaprio - Inception